# CS-230
De CS-230 (Carretera Secundaria 230) is een secundaire weg in Andorra. De weg verbindt de CG-2 tussen Encamp en Canillo met het dorp Meritxell en is ongeveer een kilometer lang.